# Conspiration des prisons
 (avril 2017).
 (octobre 2007).

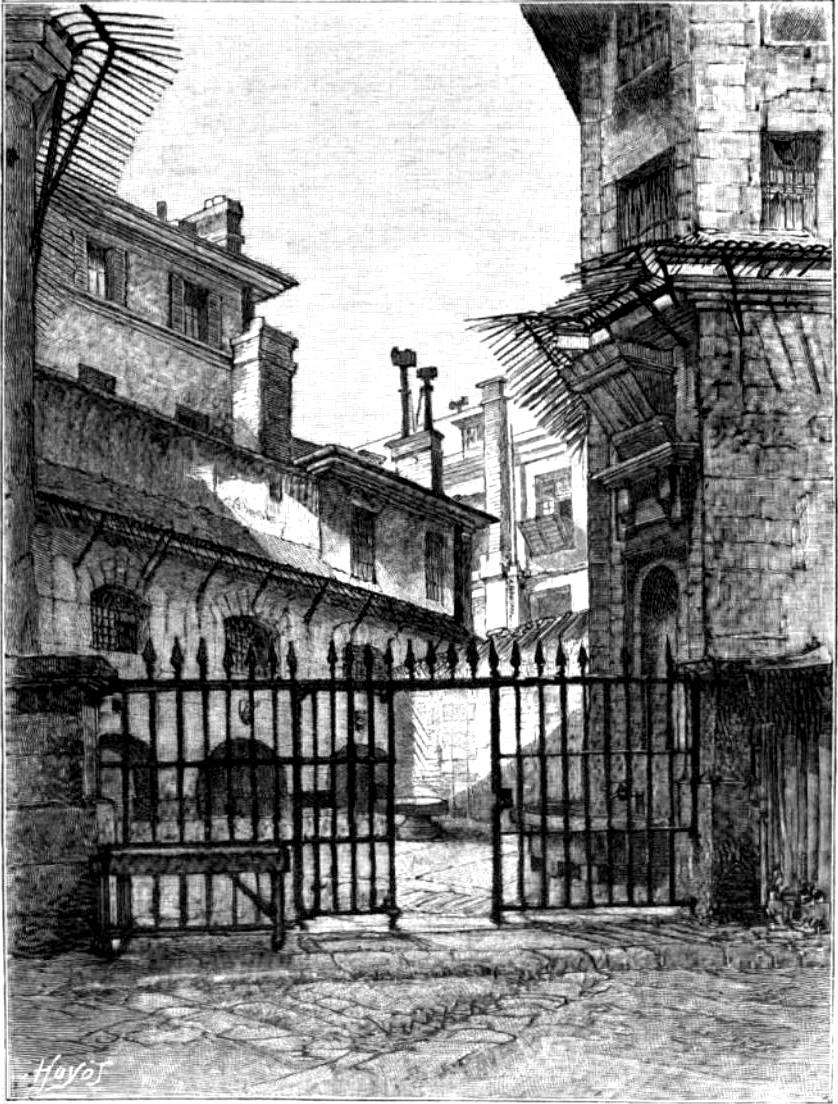
La prison de la Conciergerie.

Pendant la Révolution française, les Conspirations des prisons  sont un procédé mis en place sous la Terreur, inauguré après le procès des dantonistes dans son principe, puis mis en place de manière systématique après le vote de la loi du 22 prairial. Il y en eut plusieurs, étant entendu que l’expression « conspiration des prisons » ne désigne ni une rébellion, ni une mutinerie, mais un plan concerté d’élimination physique des prisonniers. Certaines de ces entreprises jugées criminelles en l’an III échouèrent (à la prison de Port-libre), d’autres prévues n’eurent pas lieu par suite des évènements du 9 Thermidor et d’autres encore, particulièrement meurtrières trouvèrent leur achèvement les 19, 21-22 et 25 messidor, 5-6 et 8 thermidor an II. Maximilien Robespierre, Saint-Just et Couthon, contrairement à une légende thermidorienne, n’y eurent aucune part : elles sont entièrement l’œuvre du Comité de sûreté générale, en liaison avec quelques membres du Comité de salut public et particulièrement Bertrand Barère qui disait à la Convention : « le comité a pris ses mesures et dans deux mois les prisons seront évacuées ».

## Contexte
Quelques membres des Comité de salut public et du Comité de sûreté générale dépendant de la Convention nationale en concurrence avec la Commune de Paris avaient décidé, par calcul politique (ils escomptaient, par une surenchère terroriste caricaturale, discréditer le triumvirat Robespierre-Saint-Just-Couthon[réf. nécessaire]) omniprésent depuis le 27 juillet 1793, d’accentuer la Terreur en « purgeant » – c’est leur mot – les prisons de Paris. Celles-ci étaient fortement encombrées depuis la suppression des tribunaux révolutionnaires de province en mars 1794 – les prévenus arrêtés en province furent déférés à Paris –, la recrudescence des ordres d’arrestation lancés en Île-de-France par le Comité de sûreté générale et les lenteurs administratives du Tribunal révolutionnaire de Paris débordé par les dossiers et la nécessité d’argumenter les accusations. La loi du 22 prairial et les conspirations prétendues de détenus permirent d’aller plus vite, et de « désencombrer » les prisons. Tous les détenus de l’une ou l’autre des nombreuses prisons parisiennes, quel que fût le motif de leur incarcération – suspects, prévenus ou déjà jugés –, furent globalement concernés.
La prétendue conspiration de Bicêtre, qui permit de se débarrasser le 28 prairial puis à nouveau le 8 messidor, de plus de soixante-dix personnes[réf. nécessaire], montée par le Comité de sûreté générale, et Voulland en particulier, avec l’aval de Barère, Billaud Varenne et Collot d'Herbois, fut la première opération de grande ampleur montée après la loi du 22 prairial. Le député Osselin, impliqué dans des affaires de corruption, et qui avait évité de justesse la peine de mort quatre mois plus tôt, fut une de ces victimes dont on redoutait les révélations. C’est Valagnos, un détenu condamné aux fers et en attente de la déportation qui avait accepté de recruter de faux témoins disposés à venir charger les accusés au Tribunal révolutionnaire. Cette affaire de fausse conspiration fut suivie par l’affaire du Luxembourg, une conspiration dont la réalité reposait encore exclusivement sur les témoignages d’individus douteux qui, contre des promesses diverses, furent appelés à déposer au Tribunal révolutionnaire et qui furent d’ailleurs parfois eux-mêmes exécutés par la suite (le premier de ces complots du Luxembourg fait l'objet d'une analyse détaillée dans le livre "Philibert Simond" de Maurice Gabolde (l'Harmattan) aux pages 421 et suivantes).[réf. nécessaire]
A noter également que ces affaires proprement dites de conspiration se passent après la mort de Louis-Michel Lepeletier de Saint-Fargeau le 20 janvier 1793 et Jean-Paul Marat le 13 juillet 1793 sur le plan intérieur et la Guerre de la première coalition depuis avril 1792 sur le plan extérieur d'où une volonté de part et d'autre mais surtout de la Convention nationale de renforcer l'autorité du pouvoir à l'époque en France avec des moyens dirait-on peu orthodoxes.

## Principe
Rodées après le procès de Danton et de ses coaccusés à la prison du Luxembourg, les conspirations imaginaires, révélées et dénoncées par des agents de la police politique dans les prisons de Paris, reposaient sur un amalgame de diverses personnes inconnues les unes aux autres sous un même chef d’accusation – la rébellion –, pour éviter de se disperser dans le dédale des cas personnels. Le Comité de sûreté générale (et notamment Jagot) et Amar se chargea de superviser et de mener à bien le plan, en partenariat avec Fouquier-Tinville, Martial Herman devenu commissaire aux administrations civiles, police et tribunaux, le commissaire-adjoint à la Commission des administrations civiles, police et tribunaux Lanne et Dupaumier, administrateur de police.

## Le Luxembourg

### Première conspiration du Luxembourg

Lucile Desmoulins, prétendue conspiratrice dans le complot des prisons.

La première conspiration du Luxembourg fut montée de toutes pièces par le Comité de sûreté générale pour exécuter un certain nombre de personnes, considérées comme complices de Hébert et de Danton, sans que celles-ci puissent s'exprimer publiquement sur les véritables raisons de leur présence au Tribunal révolutionnaire. Cette technique qui consistait à fermer la bouche des accusés en « inventant » un délit collectif de « conspiration » anticipait la loi du 22 prairial qui faisait l'économie de débats publics. C'est ainsi que réunis à Lucile Desmoulins et au général Arthur Dillon qui avaient cherché à communiquer par message d'une cellule à l'autre furent réunis et amalgamés à leurs prétendus « complices » : Chaumette, Gobel, Françoise Hébert, le conventionnel Philibert Simond, le général Lécuyer qui furent chargés au Tribunal par des détenus eux-mêmes en danger de mort comme le diplomate Laflotte ou le ci-devant comte de Ferrières-Sauvebeuf.

### Deuxième conspiration du Luxembourg
Un des administrateurs de la Prison du Luxembourg, Wiltcherich, qui avait fabriqué le prétendu complot d’Arthur Dillon et de la femme de Camille Desmoulins Lucile (5 au 13 avril 1794) coopéra à nouveau avec le Comité de sûreté générale dans sa tâche consistant à « purger » la prison de Luxembourg de ses détenus. Pour réunir un nombre suffisant de dénonciations et de faux témoins, il s’assura de collaborateurs subalternes parmi lesquels :
- un tailleur de Saint-Omer nommé au grade de lieutenant d’infanterie, Pierre Joseph Boyenval que l’armée révolutionnaire avait trouvé indigne d’elle et qui, emprisonné depuis le 20 brumaire an II au Luxembourg, avait chargé Lucile Desmoulins et ses coaccusés au Tribunal révolutionnaire le 24 germinal an II[2] ;
- Beausire, pamphlétaire, dont l’épouse – Nicole Leguay, soi-disant baronne d’Oliva – était surtout célèbre pour avoir été mêlée à l’Affaire du collier de la reine (1784-1785) ;
- le guichetier ou porte-clé nommé Joseph Verney ;
- un ancien aide de camp du général Jean-François Carteaux
- le nommé Amans, un voleur « bon pour le gibet » ;
- …[3].

L’organisation était toutefois chapeautée par Jean-Pierre-André Amar du Comité de sûreté générale, qui, à cet effet, avait dépêché sur place son secrétaire Leymerie qui se concerta avec l’administrateur de police Faro chargé des « recherches » dans les prisons. Ils recrutèrent ainsi un certain nombre de rédacteurs de dénonciations, et au Luxembourg, le principal fut, à n’en pas douter, Pierre-Joseph Boyenval qui faisait d’ailleurs du zèle : le concierge Guyard et son adjoint le guichetier Verney avaient ordre de le laisser aller et venir à sa guise, de le nourrir convenablement et de veiller à ce qu’il fût le plus souvent possible en contact avec les  détenus hommes et femmes. Boyenval fut probablement l’indicateur le plus coopératif, avec un Italien nommé Manini qui sévissait à Saint-Lazare, l’ex-comte de Ferrière-Sauvebeuf à la Force ou encore Louis-Guillaume Armand qui avait œuvré à Sainte-Pélagie pour le compte de Dossonville, agent principal du Comité de sûreté générale, lui-même investi de pouvoirs quasi-illimités. 
Réunis « en concile », les quatre collaborateurs « brigands » se consultèrent afin d'établir une liste de noms.
Ce n'était pas seulement les titres de noblesse qui désignaient les prisonniers mais aussi des rancunes, des caprices ou d’amoureuses fantaisies. Tel a conspiré parce qu’il avait refusé de laisser un des quatre hommes se servir dans sa tabatière, tel autre parce qu’il n’était pas généreux avec le guichetier, un troisième parce qu’il était le mari d’une femme que Boyenval daignait trouver agréable. Celui-ci avait par exemple inscrit sur la liste des condamnés un nommé Gant dont l’épouse était également enfermée à la prison du Luxembourg. Il déposa contre Gant et le soir, il était aux pieds de la femme apeurée ; deux jours après on le voyait donner le bras à celle dont il venait d’envoyer le mari à la guillotine.
Lorsque le nombre de conspirateurs eut atteint le nombre de 154, on s’arrêta. La liste fut expédiée par le Comité de sûreté générale à Fouquier-Tinville. 
Contrairement aux vœux de Bertrand Barère qui voulait faire juger les supposés conspirateurs de la prison du Luxembourg en une seule fois, ils furent répartis par Armand Herman en trois groupes que l'on jugea d'après la loi du 22 prairial an II - sans débats et sans moyens de défense - en trois séances. Dans les pièces remises à l’accusateur public se trouvaient plusieurs dénonciations, aussi peu circonstanciées les unes que les autres. Celle de Verney devait même servir à la troisième prétendue conspiration du Luxembourg qui eut lieu une dizaine de jours plus tard, le 4 thermidor an II. Elle était ainsi conçue :
« je soussigné Joseph Verney, porte-clé à la maison d’arrêt du Luxembourg, déclare qu’il existe encore dans cette maison des complices de la conspiration de Dillon, Simon, Boisgelin et la ci-devant maréchale de Lévis (...) et que ses complices sont principalement les nommés ... » (suit une liste de nom). Et il ajoute :
« J’atteste de plus que les nommés Beausire, Boyenval, Amans et Vauchelet sont dans le cas d’attester que tous ces individus sont véritablement les complices de cette conspiration, même les agents principaux. A Paris, le 22 messidor, etc. »

#### Première séance -19messidoranII(7 juillet 1794)
Devant le Tribunal révolutionnaire cinquante-neuf accusés furent réunis sur les bancs du Tribunal où on leur demanda de répondre par oui ou par non aux deux questions qui leur furent posées: avez vous conspiré ? et avez vous connaissance d'une conspiration?. Cinquante-neuf personnes furent condamnées et guillotinées. Parmi lesquelles figuraient notamment, Aimar-Charles-Marie de Nicolaï (ex-premier président de la Chambre des Comptes) et Florent-Alexandre-Melchior de La Baume, comte de Montrevel.

#### Deuxième séance -21messidoranII(9 juillet 1794)
Cette seconde séance se composait de cinquante accusés. Deux des prévenus furent acquittés ; l'un d'eux, était un enfant de 14 ans. En revanche, l'architecte Pierre-Louis Moreau-Desproux fut compris dans l'accusation sans avoir été jugé.

#### Troisième séance -22messidoranII(10 juillet 1794)
Dans cette séance qui se déroula comme les précédentes, était présent Georges Louis Marie Leclerc de Buffon – le fils du naturaliste Georges-Louis Leclerc de Buffon – qui, lorsqu'il monta à l'échafaud, cria avec reproche : « Je suis le fils de Buffon. ». Était présent également Jacques-Raoul Caradeuc de La Chalotais.

### Troisième «conspiration» du Luxembourg le 4 thermidor an II
Cette dernière rafle dans la prison du Luxembourg entraîna l'exécution de quarante-cinq personnes parmi lesquelles la duchesse de Brissac, la vicomtesse de Noailles et sa mère, la duchesse de Noailles, Henriette-Anne-Louise d’Aguesseau, sa grand-mère, la maréchale de Noailles, ainsi que son grand-oncle le maréchal de Mouchy et sa femme, Anne-Claude-Louise d'Arpajon. Avec eux, périrent également la vieille comtesse de Lachâtre, le général de Flers, et le citoyen Roger de la section de l’Humanité.

## Dernières charrettes
À dater du 25 messidor an II (13 juillet 1794), le chiffre des victimes quotidiennes ne descendit jamais au-dessous de trente et atteignit quelquefois celui de soixante. Tous les noms illustres de l’Ancien Régime figurèrent sur la liste des accusés. Mais sur ces listes tragiques figureraient aussi des journaliers, des soldats, des laboureurs des domestiques.

### Conspiration du Plessis
Ce projet se solda par un échec - il n’y eut que trois condamnés à mort - grâce au courage du concierge Haly. Voir la lettre de Gourreau citée par Henri Wallon.
Voir aussi Coittant p. 187 : six indicateurs recrutés par Benoist, qui avait déjà œuvré au Luxembourg, à savoir : Cupif, ci-devant inspecteur des jardins des Tuileries ; Anne Cruau, cordonnier ; Caron, ancien domestique ; Schaff, horloger ; Folâtre, ancien commandant du bataillon de Bonne-Nouvelle ; Roger dit le sot

### Conspiration des Carmes

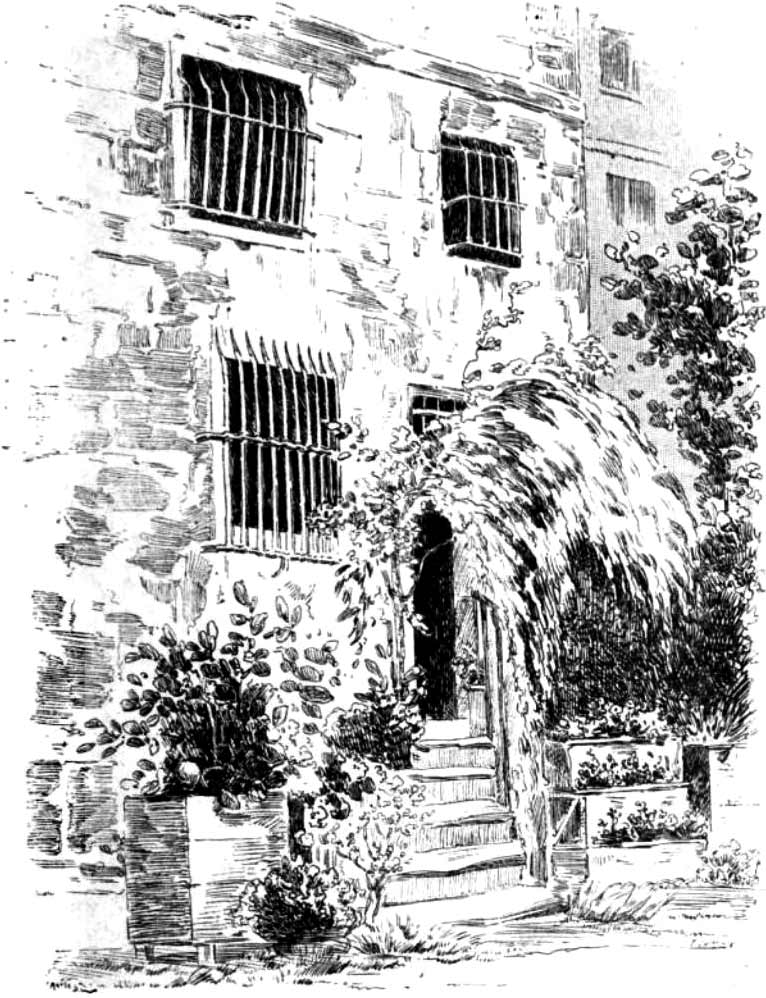
La prison des Carmes.

On avait « purgé » la prison du Luxembourg par le procédé; de la même façon, on l'appliqua à d'autres maisons de détention. Ce fut encore le bureau d'Armand Herman qui provoqua les dénonciations. Elles amenèrent devant le Tribunal révolutionnaire 51 prisonniers de la Prison des Carmes.
Les premiers détenus de la prison des Carmes furent jugés le 5 thermidor an II et quarante-six d’entre eux ont été condamnés à mort sur les dénonciations vagues des indicateurs. Parmi eux : André-Jean Boucher d'Argis (ex-lieutenant particulier au Châtelet) ; François-Charles-Antoine d'Autichamp (chanoine à Notre-Dame et frère de Charles Marie de Beaumont d'Autichamp, général vendéen) ; Louis-Marthe de Gouy d'Arsy (ancien député à l’Assemblée constituante) ; le général Alexandre François Marie de Beauharnais ; Joachim-Charles de Soyécourt ; Louis-Armand-Constantin, prince de Rohan-Montbazon ; Gallet de Santerre (banquier) ; Louis de Champcenetz (collaborateur au journal royaliste les Actes des Apôtres). Les détenus des Carmes furent accusés d'avoir formé le projet de s'évader.

### Conspiration de Saint-Lazare
Parmi les indicateurs de la Prison Saint-Lazare, les prisonniers ont cité : Pierre-Athanase Pépin-Desgrouettes, ancien avocat, lui-même sur la sellette depuis son arrestation le 2 floréal ; Augustin-Germain Jobert le belge, qui cherchait à échapper à l’échafaud qui le menaçait ; les citoyens Robiquet, Coquerey, Robinet et Roger la Pointe.
Manini, qui, comme Boyenval au Luxembourg, faisait du zèle, devançait les désirs de ses employeurs. Plusieurs prisonniers, comme Aimée de Coigny, Montrond ou l’ancien député Thomas de Treil de Pardailhan, sont parvenus contre argent à se faire rayer des listes de détenus dénoncés, peu avant la série de « procès » devant le Tribunal révolutionnaire.

#### Séance du6thermidoranII(24 juillet 1794)
Les détenus de la prison de Saint-Lazare comparurent en deux fois. Ce fut à la première séance, le 25 juillet, que Fouquier-Tinville fit un jeu de mots resté célèbre. Marie-Louise de Laval-Montmorency âgée de soixante-douze ans, ancienne abbesse de Montmartre, était sourde. Jean-Baptiste Coffinhal, qui présidait, l’ayant interrogée, elle garda le silence, et comme Fouquier-Tinville lui adressait la parole à son tour, un des accusés lui fit observer que la prévenue n’entendait pas. Fouquier-Tinville murmura : « C’est bon, c’est bon, nous mettrons sur la sentence qu’elle a conspiré sourdement ». Les écrivains André-Marie Chénier et Jean-Antoine Roucher sont aussi assis sur les bancs des accusés. Avec ces écrivains comparaissent le baron Frédérik de Trenck, âgé de soixante-dix ans, l’ancien conseiller Louis-Valentin Goesman. Parmi les vingt-quatre condamnés on remarque encore le marquis Gratien de Montalembert et de Roquelaure, le duc Charles-Alexandre de Créqui de Montmorency, le comte Henri-Joseph de Bourdeille, le frère Joseph Raoul.

#### Séance du8thermidoranII(26 juillet 1794)
Le 26 juillet 1794, la comtesse de Mursin, Mme Joly de Fleury née Elisabeth Dubois de Courval ; la comtesse de Butler ; la princesse de Monaco ; le marquis Louis-Armand-Joseph d'Usson ; le comte de Beausset ; Desfossés ; Nicaut (ex-conseiller au parlement de Dijon) ; Athanase-Jean Boucher (secrétaire de Jean-Sylvain Bailly) ; Dorothée de Cambon (femme d'un ex-président du parlement de Toulouse) ; les deux frères Trudaine (Charles-Louis et Charles-Michel) et dix-sept accusés furent condamnés à mort. 
Une deuxième séance au cours de laquelle furent jugés des prévenus incarcérés au ci-devant couvent des oiseaux et à l'issue de laquelle les condamnés furent réunis aux 22 de la « conspiration » de Saint-Lazare, a porté le nombre total des exécutions prévues le 8 thermidor an II à 53. Sur ce nombre de condamnés, sept femmes se déclarèrent enceintes et furent envoyées à l'hospice du Tribunal révolutionnaire pour examen. Plusieurs d’entre elles, le lendemain, firent partie de la dernière charrette de la Terreur qu'illustre un dessin de Raffet.

#### Conspirations prévues à la veille du 9 thermidor
D'après les papiers trouvés après le 9 thermidor et ceux destinés à instruire le procès de Fouquier-Tinville et consorts se tenant du 28 mars au 6 mai 1795, d'autres exécutions en masse étaient prévues les jours suivants, tandis que les arrestations et incarcérations étaient de plus en plus nombreuses.
Tous les nobles de Neuilly-sur-Seine, Boulogne et Auteuil avaient été raflés et devaient s'attendre à comparaître au Tribunal révolutionnaire. On avait également ramené à Paris tous les détenus des prisons de Chantilly, Amiens et autres lieux. En tout, plusieurs centaines de personnes disséminées dans les prisons engorgées. Ils devaient tous être exécutés de par la volonté politique de Barère.
Le coup de force du 9 thermidor an II, dans l'esprit de Barère, devait permettre de se débarrasser de Robespierre pour poursuivre avec plus de rigueur le grand projet de Terreur. La journée du 9 thermidor a renversé le cours des choses, et les membres des comités réunis, dans l'impossibilité technique de poursuivre leurs projets, se sont alors ligués aux Thermidoriens pour faire accroire à l'opinion que, puisque la Terreur s'était arrêtée le 10 thermidor, elle était bien l'œuvre exclusive de Robespierre et de ses « complices » soit, en tout, une centaine d'hommes exécutés sans procès les 10 et 11 thermidor. 
Les principales maisons de détention dans lesquelles on échafaudait encore, à la veille des conspirations chimériques, étaient celles des Madelonnettes ; de Port Libre ; du Plessis où le citoyen Courlet avait été prié de faire des dénonciations contre ses codétenus pour sauver sa tête. D'autres projets étaient en cours à nouveau aux Carmes et même au Luxembourg qui comptaient encore un grand nombre de détenus nouvellement incarcérés.
Des personnes marquantes étaient prévues pour ces exécutions et notamment Thomas Paine, Mme de Fontenay future Thérésa Tallien, fille du banquier Cabarrus, le marquis de Sade, Joséphine de Beauharnais, le général Lazare Hoche, la comtesse de Simiane née Aglaé de Damas, le peintre Hubert Robert, Mlle Contat de la Comédie française, la duchesse d'Orléans.
Après le 9 thermidor, le Comité à partie du 1er septembre se renouvella régulièrement : le Chef de la réaction thermidorienne incarné par le conventionnel Jean-Lambert Tallien se distinguant aussi des autres en poursuivant Bertrand Barère, Jacques-Nicolas Billaud-Varenne, Jean-Marie Collot d'Herbois voulant entre autres poursuivre le cycle de la Terreur puis le Club des jacobins fut fermé le 12 novembre 1794 et fut acté le Directoire succédant la fin de la Convention le 26 octobre 1795 (https://venividisensivvs.wordpress.com/2018/01/22/thermidor-et-la-fin-de-la-montagne-juin-1794-mai-1795/).

## Bilan
Les prisons les plus éprouvées furent le Luxembourg (315 exécutions les 19, 20, et 21 messidor puis le 4 thermidor), Saint-Lazare (165 exécutions les 6, 7 et 8 thermidor), Bicêtre (76 exécutions les 28 prairial et 8 messidor), les Carmes (49 exécutions le 5 thermidor). Toutes les victimes de la conspiration des prisons furent inhumées au cimetière de Picpus.
Après la chute de Maximilien de Robespierre le 9 thermidor an II (27 juillet 1794), les prisons furent ouvertes et les prisonniers libérés.

## Conséquences politiques
S’inscrit dans la révision thermidorienne : la responsabilité de ces crimes rejetée sur les « Robespierristes ».